# Gogi Grant
Gogi Grant, geboren als Myrtle Audrey Arinsberg (Philadelphia, 20 september 1924 – Los Angeles, 10 maart 2016) was een Amerikaanse zangeres.

## Biografie
Grant begon in 1952 met zingen onder de naam Audrey Brown, later werd dit Audrey Grant en nog later Gogi Grant. In 1956 scoorde ze een grote hit met The wayward wind, waarvan ze meer dan één miljoen exemplaren verkocht, alleen al in de Verenigde Staten. In 1957 zong ze de soundtrack in van de The Helen Morgan Story. 
Grant overleed in 2016 op 91-jarige leeftijd.
- Bibsys: 9033040
- Biblioteca Nacional de España: XX1545532
- Gemeinsame Normdatei: 1286742943
- International Standard Name Identifier: 0000 0000 5431 9771
- Library of Congress Control Number: nr90013760
- MusicBrainz: ce476ab2-d9b4-4f2d-b848-82c9a2373772
- Nationale Bibliotheek van Israël: 987007339491905171
- SNAC: w6fz9ncq
- Virtual International Authority File: 49076754
- WorldCat: E39PBJxMghTyXvx6hBpDHhvvHC